# 부등
진 태종 고황제 부등(秦 太宗 高皇帝 苻登, 343년 ~ 394년, 재위: 386년 ~ 394년)는 중국 오호 십육국 시대 전진의 5대 황제이다.

## 생애
부등은 부견(苻堅)의 방계 일족으로 항렬 상 조카(형의 아들) 아버지는 부창(苻敞)이다. 아버지 부창이 부생(苻生)에게 살해된 후 부견이 즉위하여 부등의 형인 부동성(苻同成)에게 작위를 잇게 하였다. 부등은 금군을 이끄는 직위에 임명되었으나 부쌍(苻雙)의 난에 연좌되어 좌천되어 적도현의 장으로 임명되었다.
383년 비수 대전으로 부견이 몰락하자 신변의 위협을 느낀 부등은 부한(枹罕)에서 저족 군단을 지휘하는 하주 자사(河州―) 모흥(毛興)에게 몸을 피했다.
모흥은 군대의 지지를 잃어 살해되고 뒤를 이은 위평(衛平)도 경질되자 386년 7월에 부등이 군단의 지휘자로 추대되었다. 부등은 후진(後秦)과 전쟁을 치르면서 전진의 황제 부비(苻丕)로부터 남안왕(南安王)에 책봉되었다. 그러나 부비가 9월에 전사하고, 11월에 이 소식을 들은 부등은 주위의 추대를 받아 황제에 즉위하였다.
황제에 즉위한 부등은 각지의 친 전진계 세력들을 포섭하여 후진에 대한 포위망을 구축하고 후진과 치열한 전쟁을 치렀다. 초기에는 결사적인 각오로 전쟁에 임하여 후진을 궁지에 몰아넣었으나 389년에 근거지를 급습당하여 황후까지 빼앗길 정도의 큰 피해를 입어 이후 전선이 고착되었다.
이후에도 계속해서 후진을 공략하였으나 부하들이 배반하는 일이 속출하여 점차 국력이 피폐해져 갔다. 393년말에 후진의 황제 요장(姚萇)이 사망하자 이를 기회로 후진과 결전을 치르기 위해 출진하였다.
394년에 폐교(廢橋)에서 벌어진 전투에서 부등은 크게 패배하였으며 근거지의 일족들이 패배 소식을 듣고 흩어졌기 때문에 근거지로 돌아가지 못하고 마모산(馬毛山)으로 피신하였다.
6월에는 재기를 위해 서진(西秦)의 걸복건귀에게 원군을 청하였으나 원군이 도착하기 전에 요흥(姚興)의 군대가 도착하여 포위되었다. 전투에서 패한 부등은 사로잡혀 처형되었다.
부숭(苻崇)이 황제에 즉위한 후에 묘호를 태종(太宗), 시호를 고제(高帝)로 하였다.

## 참고자료
- 《자치통감(資治通鑑)》
- 《진서(晉書)》

| 전 대 부비(苻丕) | 제5대 전진 황제 386년 ~ 394년 | 후 대 부숭(苻崇) |